# شاگال ۲۹۸۱
سیارک ۲۹۸۱ (به انگلیسی: 2981 Chagall، نامگذاری:1981EE20) دو هزار و نهصد و هشتاد و یکمین سیارک کشف شده‌است که در ۲ مارس ۱۹۸۱ کشف شد.
قدر مطلق سیارک برابر ۱۲٫۰۰ است.